# Mössan
Mössan  is een Zweeds rotseiland of zandbank behorend tot de Lule-archipel. Het eilandje ligt tussen Smulterskäret en Bastaskäret in. Het eilandje heeft haar buren pas op 1 kilometer. Het is een stipje dat hier net boven de zeespiegel uitkomt. De Botnische Golf is hier in de buurt meer dan 10 meter diep. Er is geen oeververbinding en geen bebouwing.